# Volvo Ocean Race de 2008-09
A Volvo Ocean Race de 2009-2009 foi a 10.ª edição da regata de volta ao mundo da Volvo Ocean Race. Iniciada em 4 de outubro de 2008, em Alicante, Espanha com uma in-port race, e com término em 27 Junho de 2009, em São Petersburgo, Rússia, percorrendo 42,500 NM (milhas náuticas). O campeão foi o barco Ericsson 4 Racing Team, capitaneados por Torben Grael.

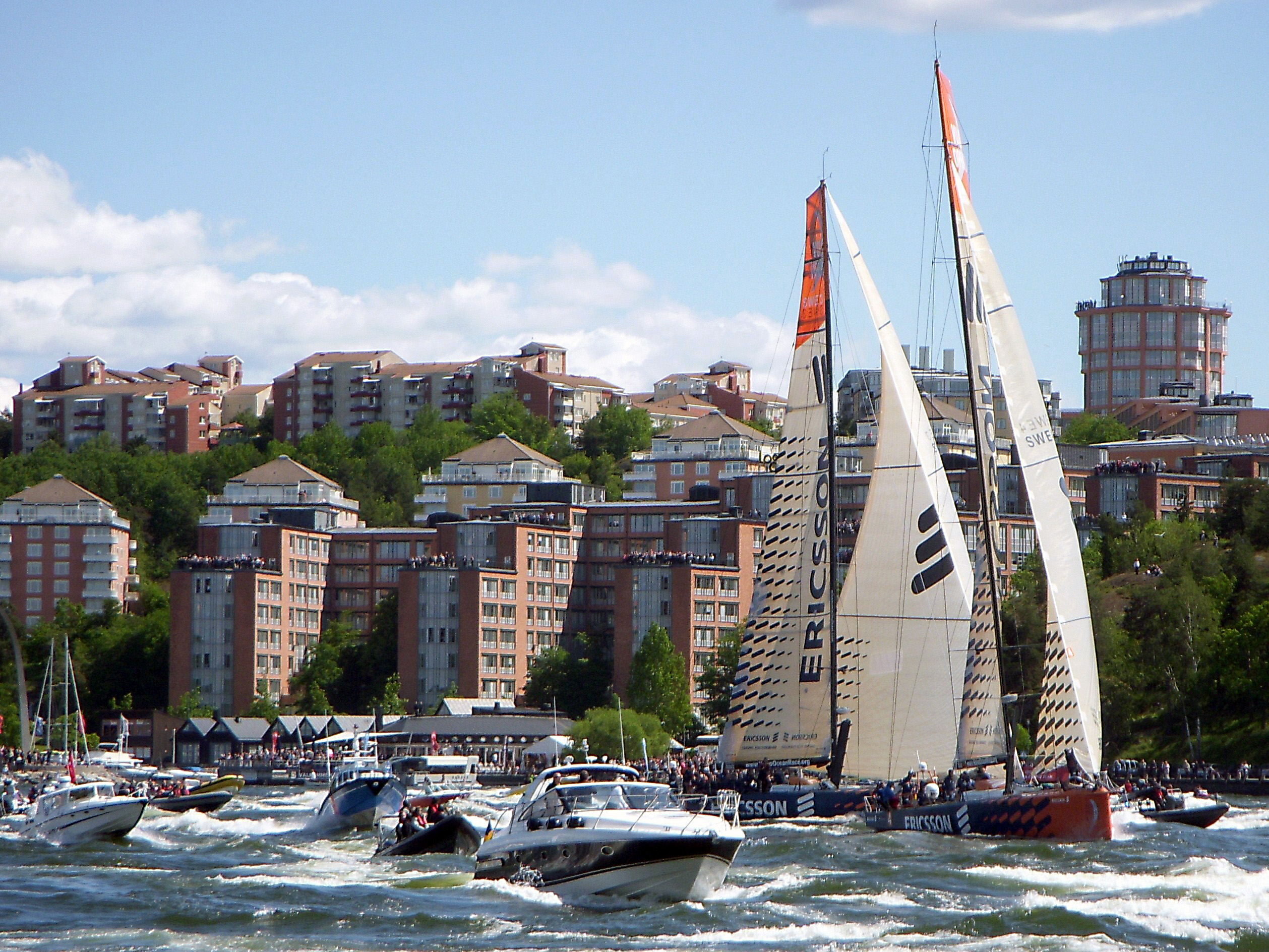
Ericsson 3 e Ericsson 4 em Estocolmo

## Modelo
O Modelo de embarcação desta edição foi o Volvo Ocean 70

## Participantes
| Time & Barco                                         | Número.  | País            | Design                 | Construtor                             | Capitão                                                 |
| ---------------------------------------------------- | -------- | --------------- | ---------------------- | -------------------------------------- | ------------------------------------------------------- |
| Ericsson Racing Team Ericsson 3 - Nordic crew        | SWE 3    | Suécia          | Juan Kouyoumdjian      | Killian Bushe                          | Magnus Olsson (Regata 4- ) Anders Lewander (Regata 1-3) |
| Ericsson Racing Team Ericsson 4 - International crew | SWE 4    | Suécia          | Juan Kouyoumdjian      | Killian Bushe                          | Torben Grael                                            |
| Green Dragon Racing Team Green Dragon                | IRL 888  | Irlanda · China | Reichel/Pugh           | McConaghy Boats                        | Ian Walker                                              |
| Puma Ocean Racing Team Il Mostro                     | USA 1948 | Estados Unidos  | Botin Carkeek          | Goetz Custom Boats & Customline Yachts | Ken Read                                                |
| Team Delta Lloyd Black Betty                         | NED 1    | Países Baixos   | Juan Kouyoumdjian      | Killian Bushe                          | Roberto Bermudez (Regata 2- ) Ger O'Rourke (Regata 1)   |
| Team Russia Kosatka                                  | RUS 1    | Rússia          | Humphreys Yacht Design | Green Marine                           | Andreas Hanakamp                                        |
| Telefonica Blue H.R.M. Elena                         | ESP 12   | Espanha         | Farr Yacht Design      | King Marine                            | Bouwe Bekking                                           |
| Telefonica Black H.R.M. Cristina                     | ESP 11   | Espanha         | Farr Yacht Design      | Southern Ocean Marine                  | Fernando Echavarri                                      |

### Calendário
| Evento         | Data Inicial       | Começo         | Final           | Distancia | Campeão           | Segundo          | Terceiro         |
| -------------- | ------------------ | -------------- | --------------- | --------- | ----------------- | ---------------- | ---------------- |
| In-Port Race 1 | Outubro 4, 2008    | Alicante       | Alicante        | -         | Telefonica Blue   | Telefonica Black | PUMA             |
| Regata 1       | Outubro 11, 2008   | Alicante       | Cidade do Cabo  | 6,500     | Ericsson 4        | PUMA             | Green Dragon.    |
| Regata 2       | Novembro 15, 2008  | Cidade do Cabo | Kochi           | 4,450     | Ericsson 4        | Telefonica Blue  | Ericsson 3       |
| Regata 3       | Dezembro 13, 2008  | Kochi          | Singapura       | 1,950     | Telefonica Blue   | Puma             | Ericsson 3       |
| In-Port Race 2 | Janeiro 10, 2009   | Singapura      | Singapura       | -         | Ericsson 4        | PUMA             | Telefonica Blue  |
| Regata 4       | Janeiro 18, 2009   | Singapura      | Qingdao         | 2,500     | Telefonica Blue   | PUMA             | Ericsson 4       |
| In-Port Race 3 | Fevereiro 7, 2009  | Qingdao        | Qingdao         | -         | Ericsson 4        | Telefonica Blue  | PUMA             |
| Regata 5       | Fevereiro 14, 2009 | Qingdao        | Rio de Janeiro  | 12,300    | Ericsson 3        | Ericsson 4       | PUMA             |
| In-Port Race 4 | Abril 4, 2009      | Rio de Janeiro | Rio de Janeiro  | -         | Telefonica Blue   | PUMA             | Delta Lloyd      |
| Regata 6       | Abril 11, 2009     | Rio de Janeiro | Boston          | 4,900     | Ericsson 4        | Ericsson 3       | Telefonica Blue  |
| In-Port Race 5 | Maio 9, 2009       | Boston         | Boston          | -         | Telefonica Blue   | Ericsson 4       | Delta Lloyd      |
| Regata 7       | Maio 16, 2009      | Boston         | Galway          | 2,550     | Ericsson 4        | PUMA             | Green Dragon     |
| IP Race 6      | Maio 30, 2009      | Galway         | Galway          | -         | PUMA Ocean Racing | Telefonica Blue  | Telefonica Black |
| Regata 8       | Junho 6, 2009      | Galway         | Marstrand       | 950       | Ericsson 4        | PUMA             | Green Dragon     |
| Regata 9       | Junho 14, 2009     | Marstrand      | Estocolmo       | 525       | PUMA Ocean Racing | Ericsson 3       | Ericsson 4       |
| In-Port Race 7 | Junho 21, 2009     | Estocolmo      | Estocolmo       | -         | Telefonica Blue   | PUMA             | Telefonica Black |
| Regata 10      | Junho 25, 2009     | Estocolmo      | São Petersburgo | 370       | Telefonica Black  | PUMA             | Telefonica Blue  |

## Resultados
| # | Barco             | Total | Vitorias Regatas | Vitórias In-Port |
| - | ----------------- | ----- | ---------------- | ---------------- |
| 1 | Ericsson 4        | 114.5 | 5                | 2                |
| 2 | Puma Ocean Racing | 105.5 | 1                | 1                |
| 3 | Telefonica Blue   | 98.0  | 2                | 4                |
| 4 | Ericsson 3        | 78.0  | 1                | 0                |
| 5 | Green Dragon      | 64.0  | 0                | 0                |
| 6 | Telefonica Black  | 58.0  | 1                | 0                |
| 7 | Team Delta Lloyd  | 39.5  | 0                | 0                |
| 8 | Team Russia       | 10.5  | 0                | 0                |

### Records
Durante a Regata 1 "Ericsson 4", de Torben Grael, quebrou o monohull de 24 horas de distancias navegadas  596,6 nmi (1 104,9 km), em uma média de 24,85 kn (46,02 km/h).